# Hagnagora guatica
Hagnagora guatica es una especie de polilla de la familia de las geométridas. ha sido encontrada en Guatemala.
Es la más pequeña de las especies de Hagnagora, careciendo de las típicas estrías bajo el ala posterior encontradas en todas las otras especies del clado mortipax.